# Linh Đài
Linh Đài (chữ Hán phồn thể:靈臺縣, chữ Hán giản thể: 灵台县, bính âm: Língtái Xiàn, âm Hán Việt: Linh Đài huyện) là một huyện thuộc địa cấp thị Bình Lương, tỉnh Cam Túc, Cộng hòa Nhân dân Trung Hoa. Huyện Linh Đài có diện tích 2038 km², dân số năm 2004 là 230.000 người. Mã số bưu chính của huyện Linh Đài là 744400. Chính quyền nhân dân huyện đóng ở trấn Trung Đài. Về mặt hành chính, huyện này được chia ra các đơn vị hành chính gồm 4 trấn, 9 hương.
- Trấn: Trung Đài, Thập Tự, Độc Điếm và Triều Na.
- Hương: Chiêu Trại, Tây Đồn, Thượng Lương, Tân Khai, Lương Nguyên, Long Môn, Tinh Hỏa, Bách Lý và Bồ Sào.